# Tapinoma israele
Tapinoma israele é uma espécie de formiga do gênero Tapinoma.